# Terzaga
Terzaga község Spanyolországban, Guadalajara tartományban. Terzaga Baños de Tajo, Tierzo, Torrecuadrada de Molina, Traíd, Pinilla de Molina és Taravilla községekkel határos. Lakosainak száma 20 fő (2024).

## Népesség
A település népessége az utóbbi években az alábbiak szerint változott:
| Lakosok száma | 33   | 28   | 28   | 27   | 22   | 19   | 19   | 23   | 20   | 20   |
|               | 2001 | 2004 | 2006 | 2009 | 2011 | 2014 | 2016 | 2019 | 2021 | 2024 |